# Diadegma combinatum
Diadegma combinatum är en stekelart som först beskrevs av Holmgren 1860.  Diadegma combinatum ingår i släktet Diadegma och familjen brokparasitsteklar. Arten är reproducerande i Sverige. Inga underarter finns listade i Catalogue of Life.